# Image Award/Beste Serien-Hauptdarstellerin – Drama
Image Award: Beste Serien-Hauptdarstellerin – Drama (Outstanding Actress in a Drama Series), bis 1995 trug die Kategorie den Titel Outstanding Actress in a Drama Series, Mini-Series or Television Movie.

## 1981–1990
| Jahr | Preisträgerin | für                               | Nominierungen |
| ---- | ------------- | --------------------------------- | ------------- |
| 1988 | Cicely Tyson  | Samaritan: The Mitch Snyder Story |               |
| 1989 | Alfre Woodard | Unnatural Causes                  |               |
| 1990 | Alfre Woodard | Mandela                           |               |

## 1991–2000
| Jahr | Preisträgerin  | für                  | Nominierungen |
| ---- | -------------- | -------------------- | --- |
| 1992 | Alfre Woodard  | A Mother’s Courage   | |
| 1993 | Lynn Whitfield | Joséphine            | |
| 1995 | Regina Taylor  | I’ll Fly Away        | |
| 1996 | Della Reese    | Ein Hauch von Himmel | Victoria Rowell für Diagnose: Mord Vanessa Bell Calloway für Under One Roof Cree Summer für Sweet Justice Cicely Tyson für Sweet Justice                                               |
| 1997 | Della Reese    | Ein Hauch von Himmel | Vanessa A. Williams für Chicago Hope – Endstation Hoffnung Gloria Reuben für Emergency Room – Die Notaufnahme S. Epatha Merkerson für Law & Order Lauren Vélez für New York Undercover |
| 1998 | Della Reese    | Ein Hauch von Himmel | S. Epatha Merkerson für Law & Order Shari Headley für 413 Hope St. Lauren Vélez für New York Undercover Vanessa Bell Calloway für Orleans                                              |
| 1999 | Della Reese    | Ein Hauch von Himmel | Lorraine Toussaint für Any Day Now Victoria Rowell für Diagnose: Mord S. Epatha Merkerson für Law & Order Rita Moreno für Oz – Hölle hinter Gittern                                    |
| 2000 | Della Reese    | Ein Hauch von Himmel | Lorraine Toussaint für Any Day Now Victoria Rowell für Diagnose: Mord Michael Michele für Homicide Rita Moreno für Oz – Hölle hinter Gittern                                           |

## 2001–2010
| Jahr | Preisträgerin       | für                            | Nominierungen |
| ---- | ------------------- | ------------------------------ | --- |
| 2001 | Della Reese         | Ein Hauch von Himmel           | Nicole Ari Parker für Soul Food Vanessa A. Williams für Soul Food Lorraine Toussaint für Any Day Now S. Epatha Merkerson für Law & Order                                                                             |
| 2002 | Della Reese         | Ein Hauch von Himmel           | Nicole Ari Parker für Soul Food Lorraine Toussaint für Any Day Now Loretta Devine für Boston Public Tangi Miller für Felicity                                                                                        |
| 2003 | Vanessa A. Williams | Soul Food                      | Nicole Ari Parker für Soul Food Malinda Williams für Soul Food CCH Pounder für The Shield – Gesetz der Gewalt Lorraine Toussaint für Any Day Now                                                                     |
| 2004 | Nia Long            | Third Watch – Einsatz am Limit | CCH Pounder für The Shield – Gesetz der Gewalt Nicole Ari Parker für Soul Food Malinda Williams für Soul Food Vanessa A. Williams für Soul Food                                                                      |
| 2005 | Nia Long            | Third Watch – Einsatz am Limit | Vivica Fox für Missing – Verzweifelt gesucht Nicole Ari Parker für Soul Food Malinda Williams für Soul Food Vanessa A. Williams für Soul Food                                                                        |
| 2006 | Vivica A. Fox       | Missing – Verzweifelt gesucht  | Kimberly Elise für Close to Home CCH Pounder für The Shield – Gesetz der Gewalt Marianne Jean-Baptiste für Without a Trace – Spurlos verschwunden Khandi Alexander für CSI: Miami                                    |
| 2007 | Kimberly Elise      | Close to Home                  | Jennifer Beals für The L Word – Wenn Frauen Frauen lieben CCH Pounder für The Shield – Gesetz der Gewalt Regina Taylor für The Unit – Eine Frage der Ehre Roselyn Sánchez für Without a Trace – Spurlos verschwunden |
| 2008 | Regina Taylor       | The Unit – Eine Frage der Ehre | Wendy Davis für Army Wives Nicki Micheaux für Lincoln Heights CCH Pounder für The Shield – Gesetz der Gewalt Jennifer Beals für The L Word – Wenn Frauen Frauen lieben                                               |
| 2009 | Chandra Wilson      | Grey’s Anatomy                 | Wendy Davis für Army Wives Loretta Devine für Eli Stone Nicki Micheaux für Lincoln Heights CCH Pounder für The Shield – Gesetz der Gewalt                                                                            |
| 2010 | Jada Pinkett Smith  | Hawthorne                      | Chandra Wilson für Grey’s Anatomy Jill Scott für The No. 1 Ladies’ Detective Agency Regina King für Southland Sandra Oh für Grey’s Anatomy                                                                           |